# مفاصل وجيهية
المفاصل الوجيهية (أو المفاصل الناتئية) هي مجموعة من المفاصل الزليلية المسطحة بين النواتئ المفصلية لفقرتين متجاورتين، ويوجد مفصلان وجيهيان في كل وحدة وظيفية نخاعية، ويُعصّب كل مفصل بأعصاب سحائية راجعة.
وتتمثل الوظيفة الحيوية الميكانيكية لكل زوج من المفاصل الوجيهية في توجيه حركة الوحدة الوظيفية النخاعية والحد منها، ففي العمود الفقري القطني مثلاً، تعمل المفاصل الوجيهية على حماية الوحدة الوظيفية النخاعية من قوى القص الأمامية، والدوران المفرط والثني، ويبدو أن المفاصل الوجيهية لا تؤثر كثيراً على مدى الثني الجانبي، ويمكن أن تتعطل هذه الوظائف بسبب التنكس، والخلع، والكسر، والإصابة، وعدم الثبات نتيجة صدمة، وهشاشة العظام والجراحة. تقوم المفاصل الوجيهية في العمود الفقري الصدري بتقييد مقدار الثني والتحرك الأمامي للوحدة الوظيفية النخاعية الموافقة، إلى جانب تسهيل الدوران، ويُعد تجويف السائل الزليلي ضمن المفاصل الوجيهية مسؤولاً عن صوت الفرقعة المترافق مع الاستخدام الطوعي للعمود الفقري، الذي يُشار إليه عادة بـ«طقطقة الظهر».
تصطف المفاصل الوجيهية، العلوية والسفلية على حد سواء، بطريقة تسمح بالثني والتمدد، مع الحد من الدوران، وينطبق هذا بشكل خاص على العمود الفقري القطني.

## التهاب المفاصل الوجيهية
تتعرض جمع المفاصل لتغيرات تنكسية كجزء من التردي المترافق مع التقدم بالعمر، ويعود ذلك لحد كبير إلى الطبيعة الميكانيكية لوظيفتها، وينطبق ذلك خاصةً على المفاصل في العمود الفقري، وخصوصاً المفاصل الوجيهية، ويُعرف ذلك عادة بالتهاب أو اعتلال المفاصل الوجيهية، وكما هي الحال بالنسبة لأي التهاب مفصلي، يمكن أن يتضخم المفصل جراء العملية التنكسية، فحتى التغيرات الصغيرة على المفاصل الوجيهية قد تضيّق الثقبة بين الفقرات، فتؤثر على جذور العصب الفقري داخلها. 

### التشخيص
يتظاهر التهاب المفاصل الوجيهية عادةً كآلام غير واضحة على امتداد الظهر، ومع ذلك قد يعاني المريض من آلام في العديد من الأعضاء العميقة في الجسم بأنماط متنوعة، ويساهم موقع المفصل الوجيهي، عميقاً ضمن الظهر مغطىً بمساحات كبيرة من العضلات المحيطة بالعمود الفقري، في تعقيد المقاربة التشخيصية أكثر، ويُشخّص التهاب المفاصل الوجيهية النموذجي بفحص جسدي تخصصي من قبل طبيب مختص، وقد يحتاج الأمر لإجراء تصوير متقدم مثل التصوير بالرنين المغناطيسي أو التفرس المقطعي المحوسب من أجل تأكيد التشخيص أو استبعاد حالات أخرى.

### المعالجة
تتضمن المعالجة المحافظة لالتهاب المفاصل الوجيهية معالجة فيزيائية أو دواءً للاعتلال العظمي، بالترافق مع تقوية العضلات، وتصحيح الوضعة بواسطة الميكانيكا الحيوية.
وقد تتضمن الحالات الأكثر تقدماً استجابات التهابية شديدة في المفاصل الوجيهية، بشكل مشابه لهيئة ركبة التهابية متضخمة، وقد تؤمن حقن الكورتيكوستيروئيدات تفريجاً مؤقتاً للآلام لمدة تتراوح بين أيام وعدة أشهر، ومع الحقن المتكرر، قد يشعر المريض أحياناً بتحسن أطول أمداً لأعراضه، وتعطى الحقن الستيروئيدية عادة بتوجيه صوري لضمان الدقة، نظراً لتعقيد شكل المفصل وموضعه العميق، ويمكن استخدام الجذ بالترددات الراديوية، والمعروف أيضاً بحل الجذر، لإعطاء راحة أطول أمداً بتخريب الأعصاب التي تعصّب المفصل الوجيهي (أعصاب الفرع الإنسي)، وأخيراً، يمكن إجراء الجراحة متمثلة بقطع الوجيه في بعض الحالات، وخصوصاً عند تضرر جذر العصب.